# Raimund von Stillfried
Raimund von Stillfried, también conocido como Baron Raimund von Stillfried-Rathenitz (6 de agosto de 1839, en Komotau (hoy, Chomutov), Bohemia - 12 de agosto de 1911, en Viena, Imperio austrohúngaro), fue un oficial militar austriaco y uno de los primeros fotógrafos profesionales en Japón. Sus fotografías históricas de Japón, tras el final del shogunato Tokugawa, de la década de 1870 son muy apreciadas por su valor documental-artístico y se guardan en archivos internacionales.

## Biografía
De ascendencia noble, era hijo del barón (Freiherr) August Wilhelm Stillfried von Rathenitz (m. 1806) y de la condesa Maria Anna Johanna Theresia Walburge Clam-Martinitz (1802–1874).
Durante su formación en la Academia Imperial de la Marina, también estudió pintura. Después de abandonar la carrera militar, von Stillfried viajó a América del Sur y China, y luego a Yokohama, Japón, en 1864. No se instaló inmediatamente en Japón; se registran viajes entre 1865 y 1867 en México y Austria. Regresó al área de Nagasaki en 1868 como estudiante e intérprete de la delegación del norte de Alemania; también residió en Tokio y trabajó como ayudante del cónsul de Prusia hasta 1870. En este oficio, sin embargo, prefirió dedicarse a la importación de material fotográfico y fotografía en general, gracias también a la ayuda de Felice Beato. En los últimos meses de 1870 von Stillfried viajó a Dalmacia, Bosnia y Grecia, donde tomó numerosas fotografías. 
En agosto de 1871 abrió, con su asistente William Willman, su estudio Baron Stillfried's Studio en la calle principal de Yokohama; posteriormente, el nombre cambió a Messors Stillfried & Co., y el estudio permaneció operativo hasta 1875. En 1875 von Stillfried se asoció con Hermann Andersen y el estudio se llamó Stillfried & Andersen (también conocido como la "Asociación Fotográfica de Japón"). Esta vez el estudio funcionó hasta 1885. En 1877, Stillfried & Andersen adquirieron el estudio y las acciones de Felice Beato, fotógrafo para quien había trabajado en los comienzos de su carrera. 
Al igual que Felice Beato, von Stillfried fue uno de los fotógrafos más importantes de Japón durante la década de 1870. Es conocido por su fotografía de retratos y, como Felice Beato, también realizó numerosas fotografías de costumbrismo y paisajes. Tales imágenes, que mostraban escenas de género cuidadosamente escenificadas con personas de culturas extranjeras, así como imágenes de viajes a regiones y lugares antes desconocidos fuera de Japón, eran recuerdos populares para los residentes o visitantes extranjeros. Con el paso del tiempo, estas imágenes, a menudo producidas en grandes cantidades y como impresiones a la albúmina coloreadas a mano, se han vuelto raras y valiosas .
Para la Exposición Universal de Viena de 1873, el gobierno de Japón encargó a Stillfried que viajara a Hokkaido, para tomar fotografías que documentaran el proceso de modernización del país, así como de la etnia ainu. Según una reseña de un libro monográfico sobre su vida y obra, "Stillfried llegó a Japón justo cuando se estaba abriendo al comercio, al turismo y a las influencias occidentales. Tras la caída del shogunato Tokugawa, el nuevo gobierno imperial estaba explorando cómo manifestarse al mundo como una nación moderna a través de la fotografía, y se consideró que  Stillfried podría aportar en ese sentido".
Además de su propio trabajo fotográfico, Stillfried fue maestro de unos cuantos fotógrafos japoneses. Vendió la mayor parte de sus acciones a su protegido, el fotógrafo japonés Kusakabe Kimbei, en 1876 y en 1881 abandonó Japón para siempre. En 1886 su archivo se incorporó al catálogo de Kusakabe Kimbei, su alumno predilecto, o según otros a Adolfo Farsari. Después de viajar a Vladivostok, Hong Kong y Bangkok, finalmente se instaló en Viena en 1883. Las autoridades austriacas le nombraron fotógrafo Proveedor de la Corte Imperial y Real (k.u.k. Hof-Photograph).
Las fotografías de von Stillfried se presentan en línea en la Biblioteca de la Universidad de Nagasaki, en el Centro Canadiense de Arquitectura, en el Museo J. Paul Getty, además de en la colección de arte asiático del Museo Guimet de París que también incluye algunas de sus acuarelas. En el Museo Oriental de Valladolid posee fotos de von Stillfried.

## Algunas fotografías de von Stillfried

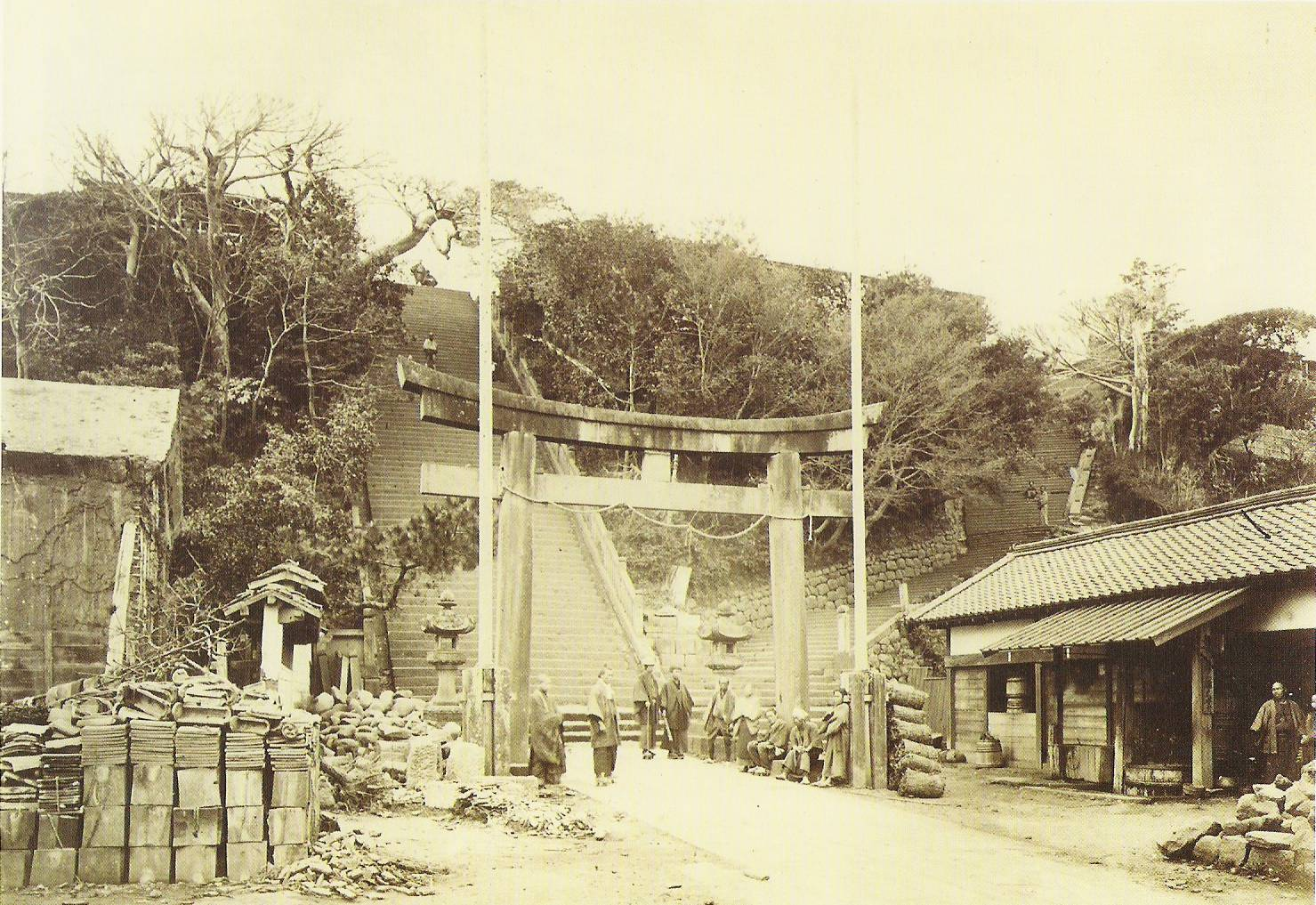
Torii en Tokyo (1872)
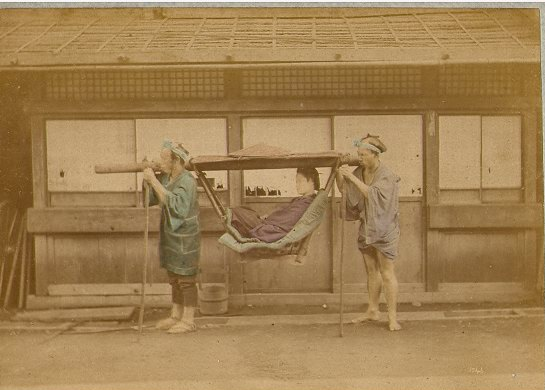
Porteadores en Kago
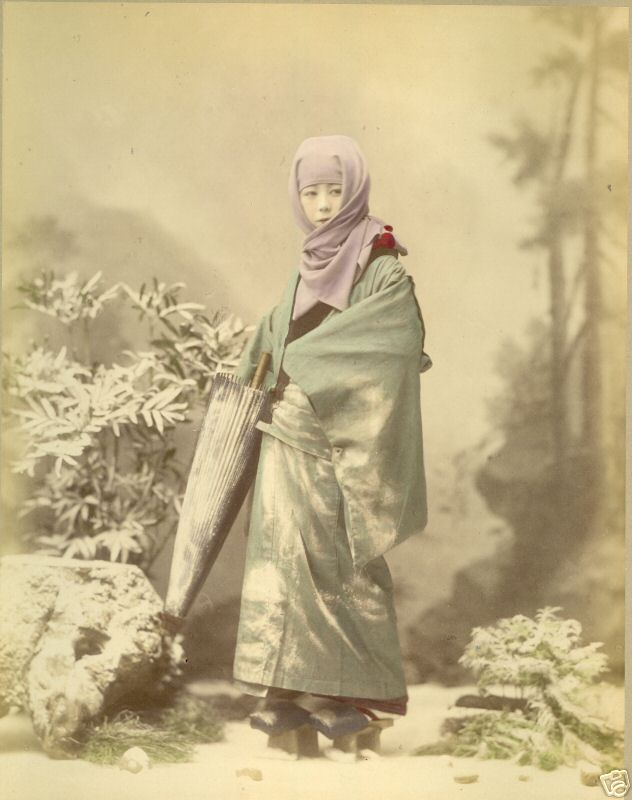
En vestimenta invernal
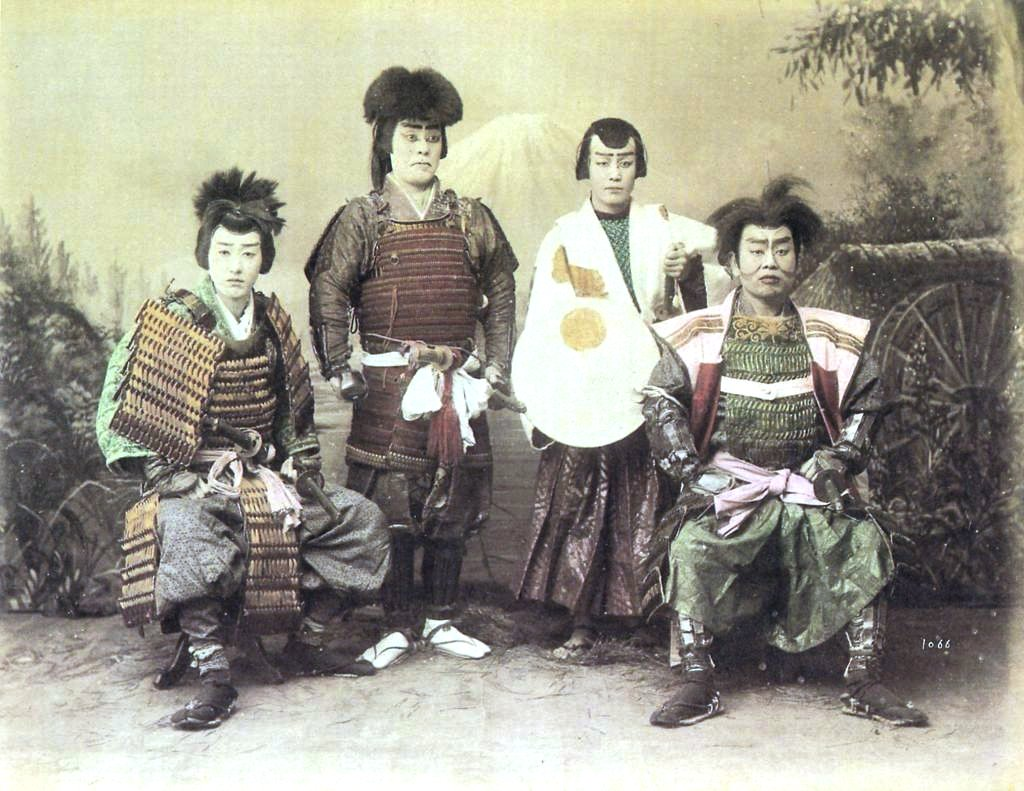
Actores de Kabuki vestidos a lo samurái
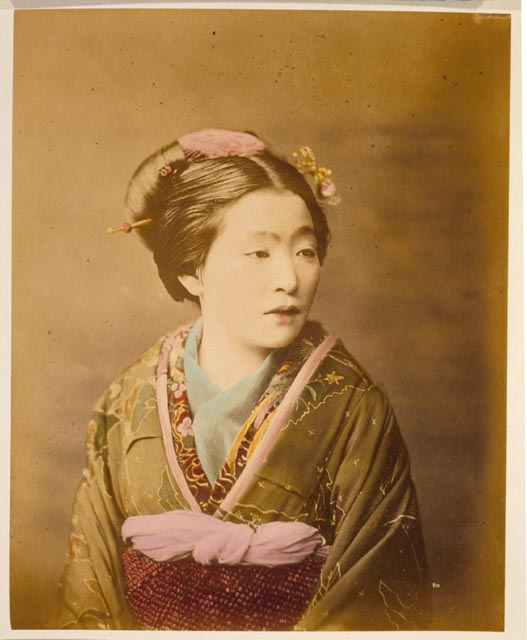
Retrato de mujer
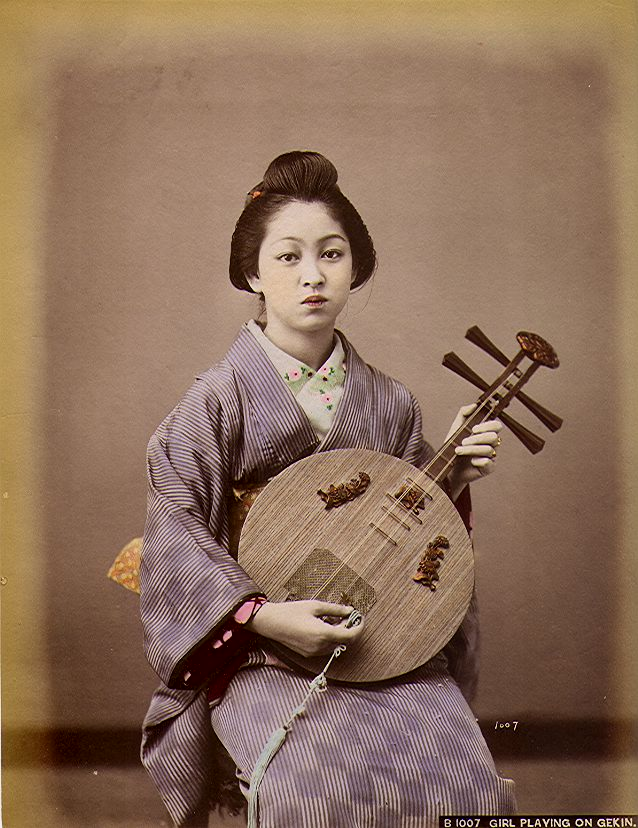
Mujer tocando el yueqin
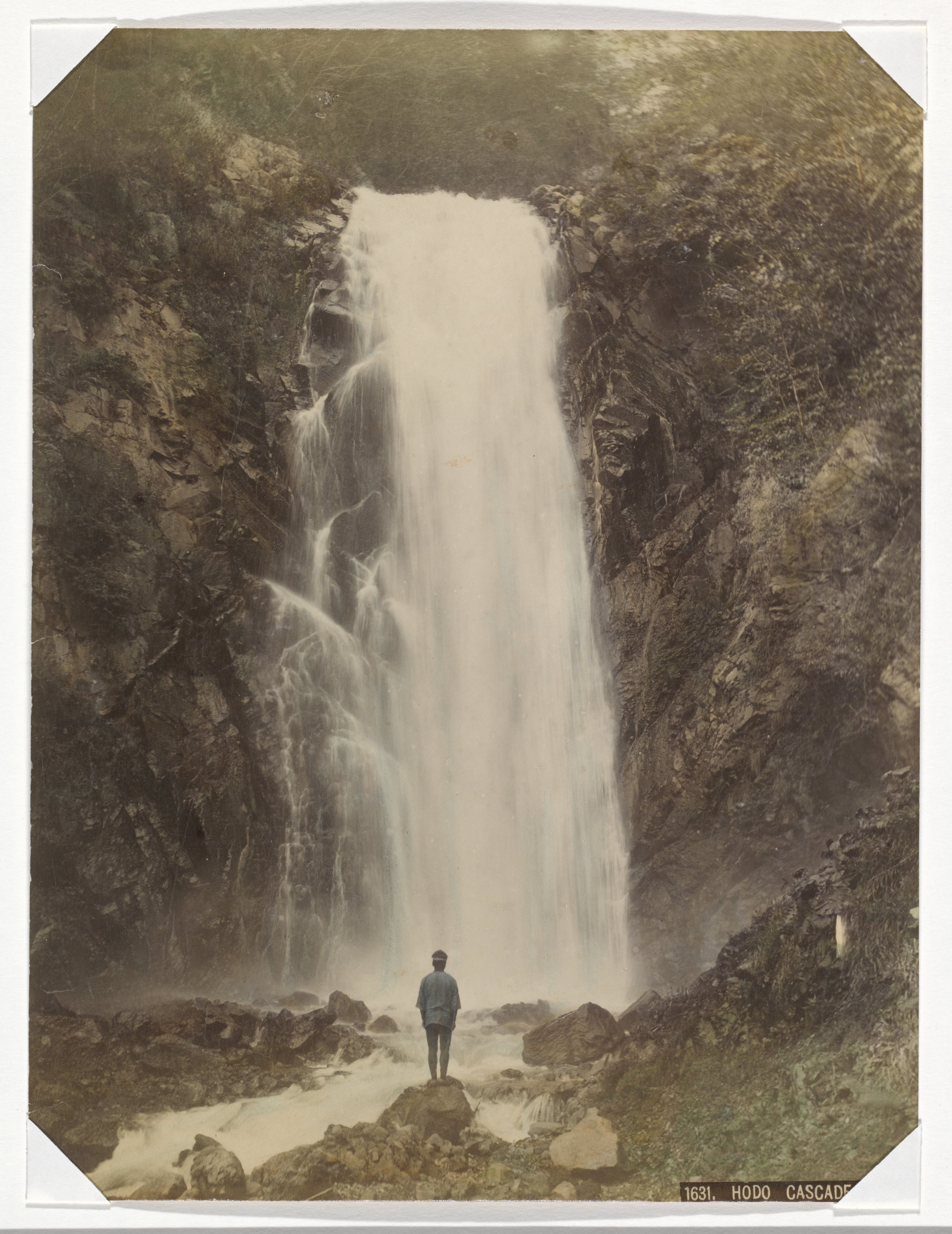
La cascada de Hodo
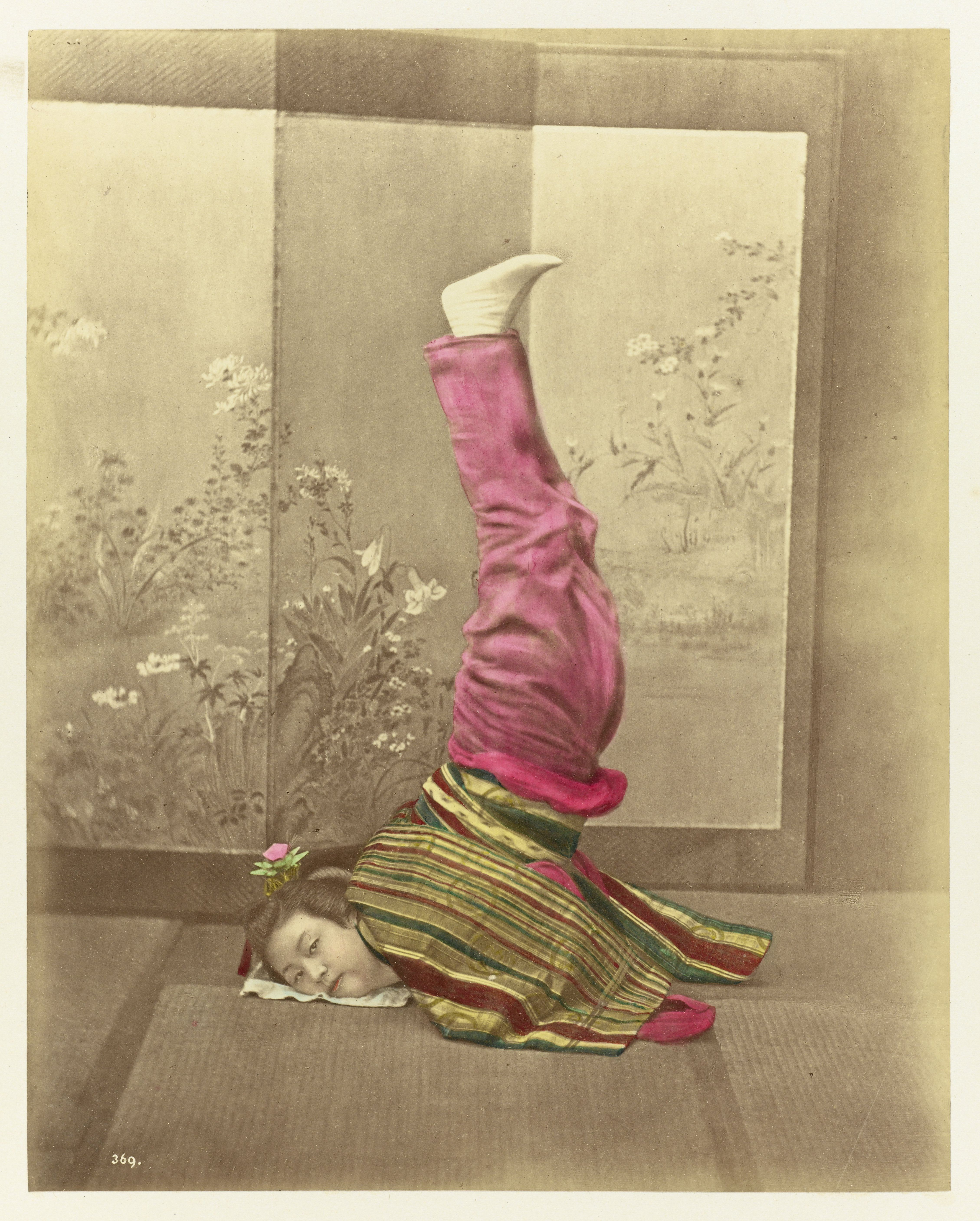
Mujer japonesa haciendo el pino
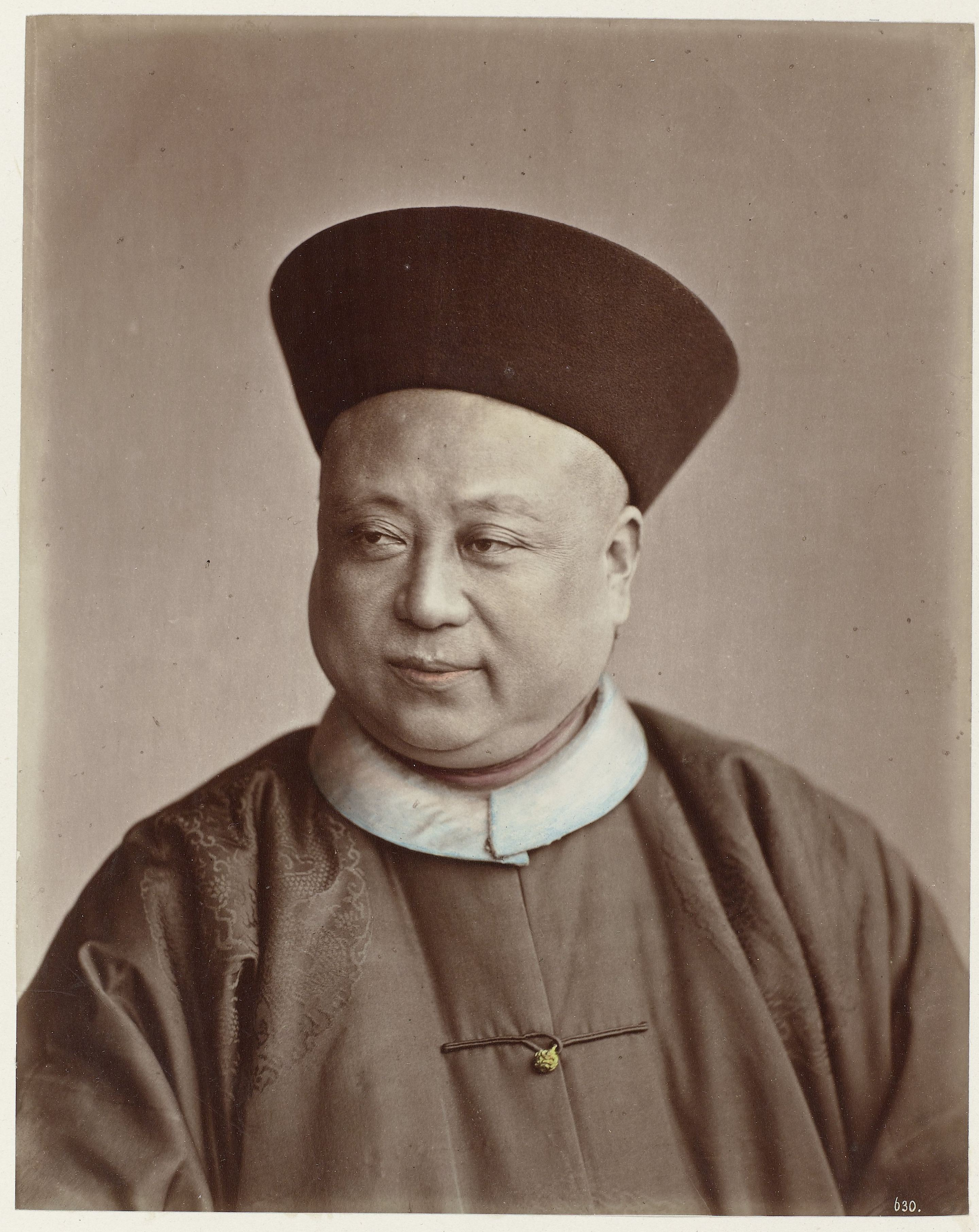
Retrato de un almirante
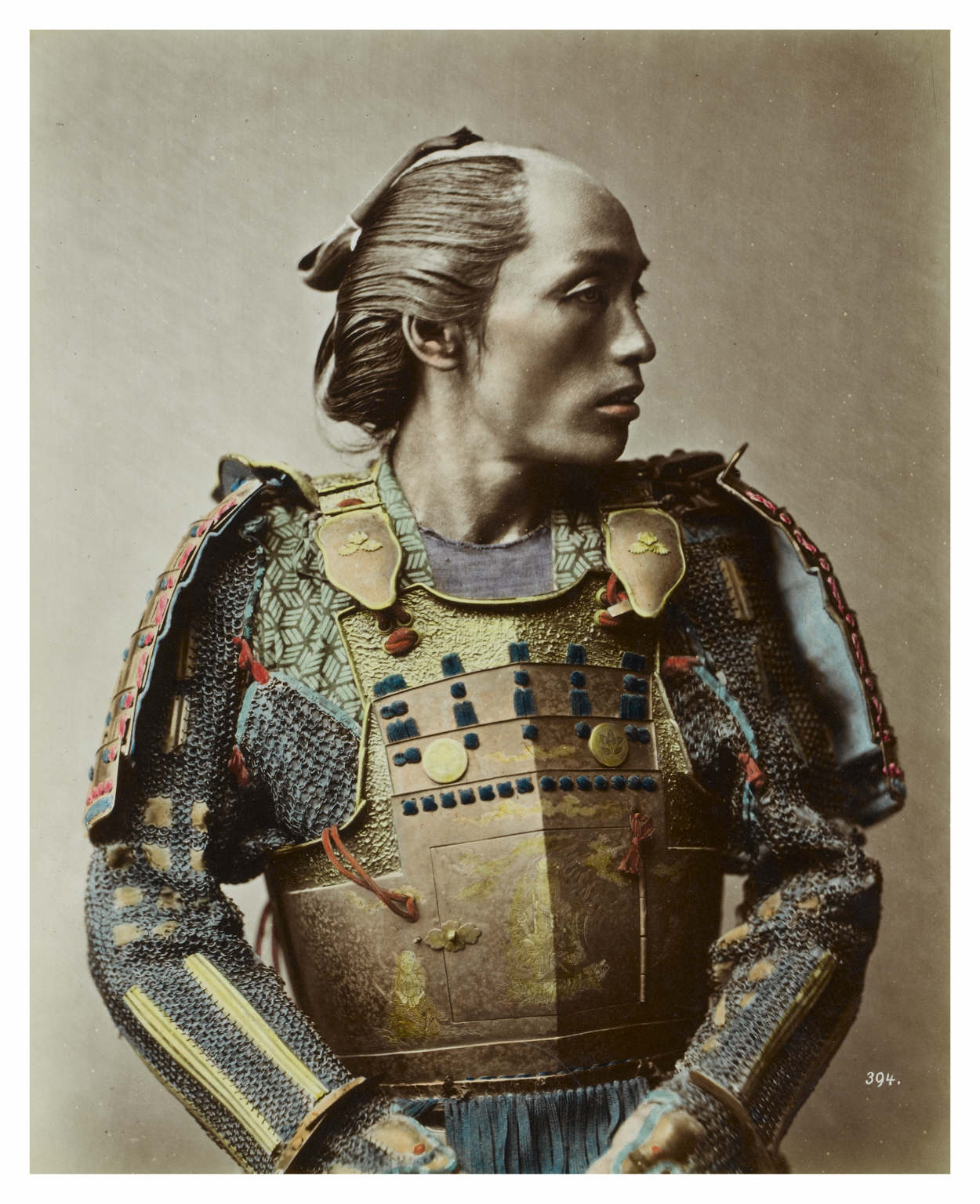
Samurái
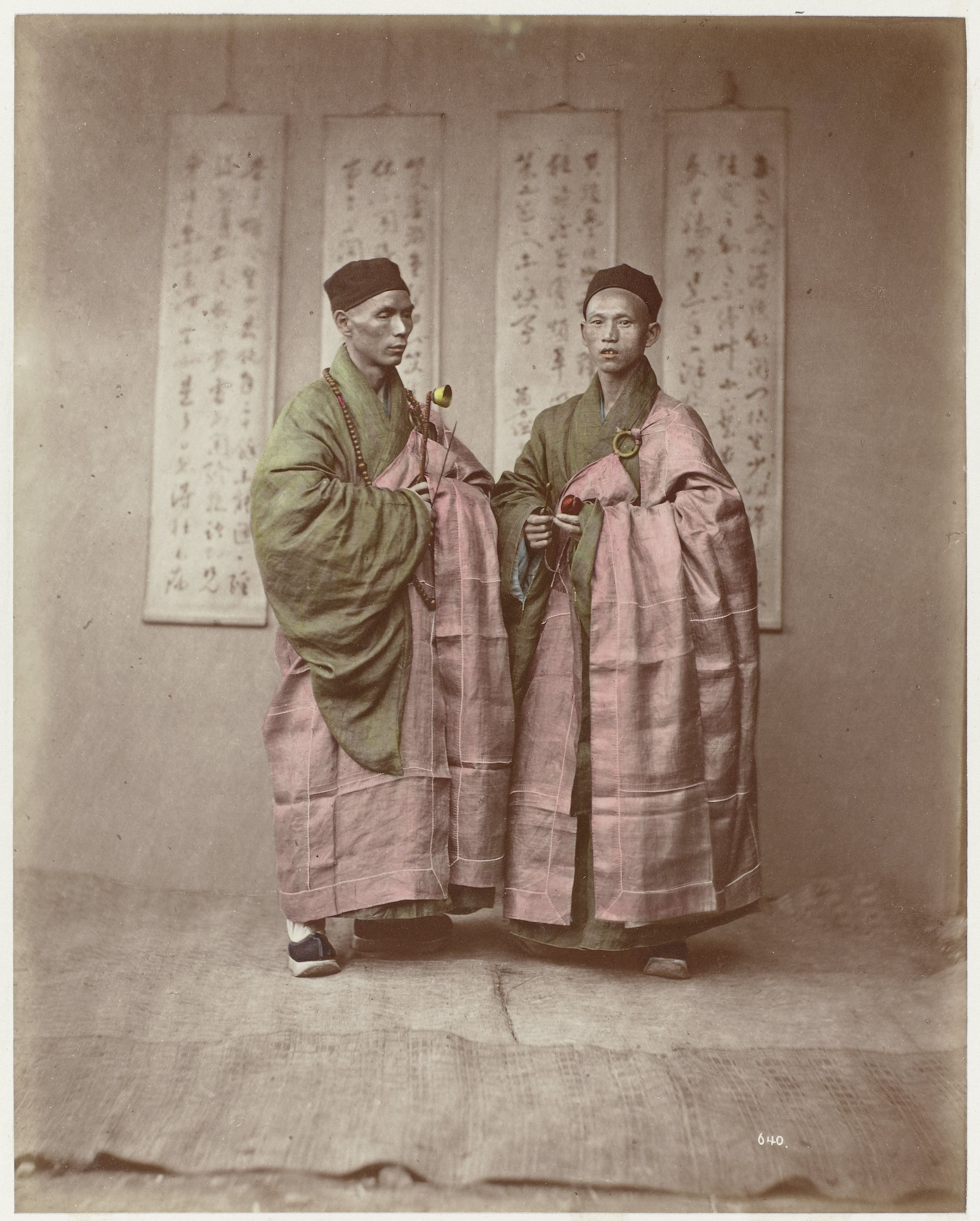
Dos monjes
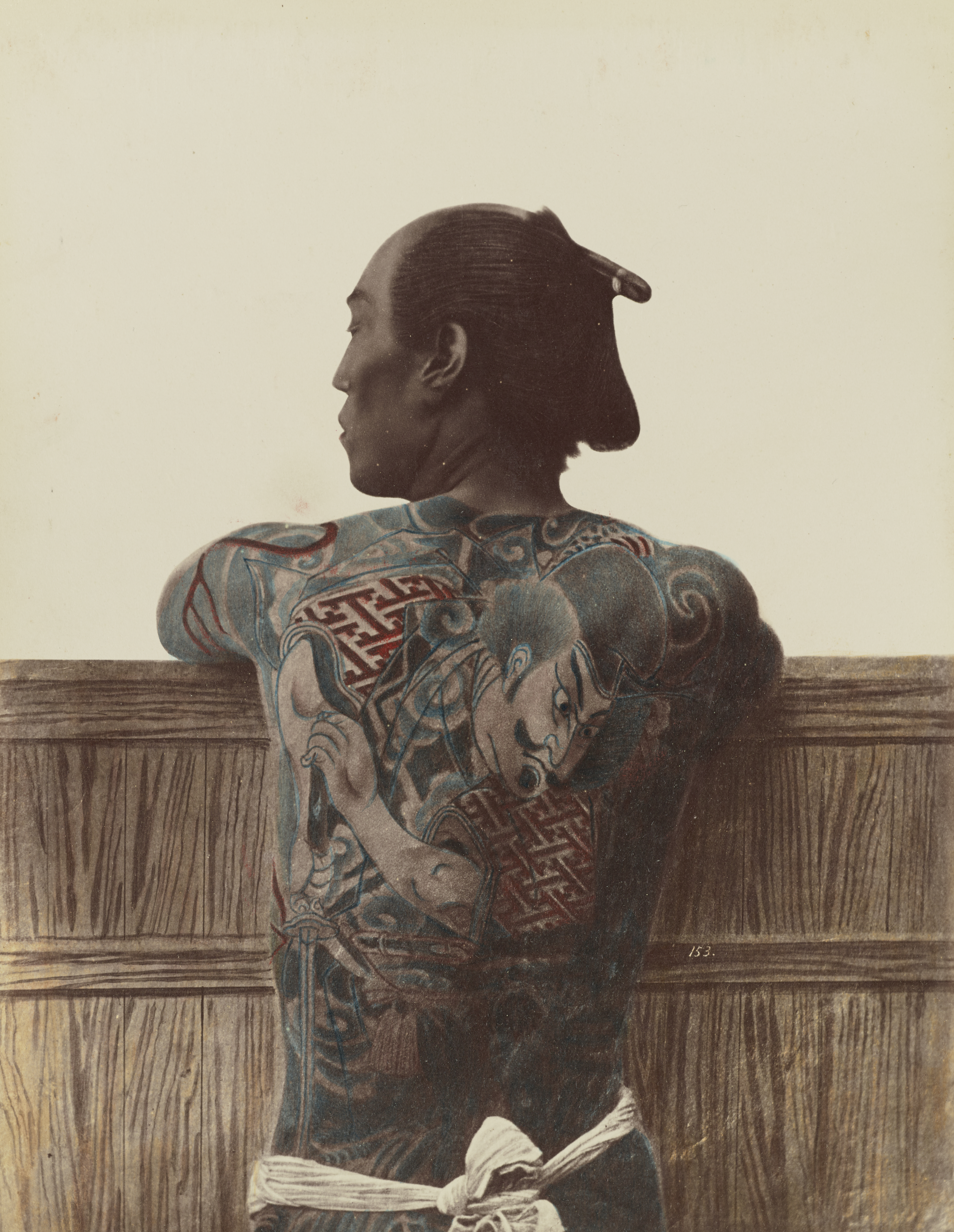
Tatuaje japonés atribuido a Stillfried o a Kimbei